# Carapax (schildpadden)

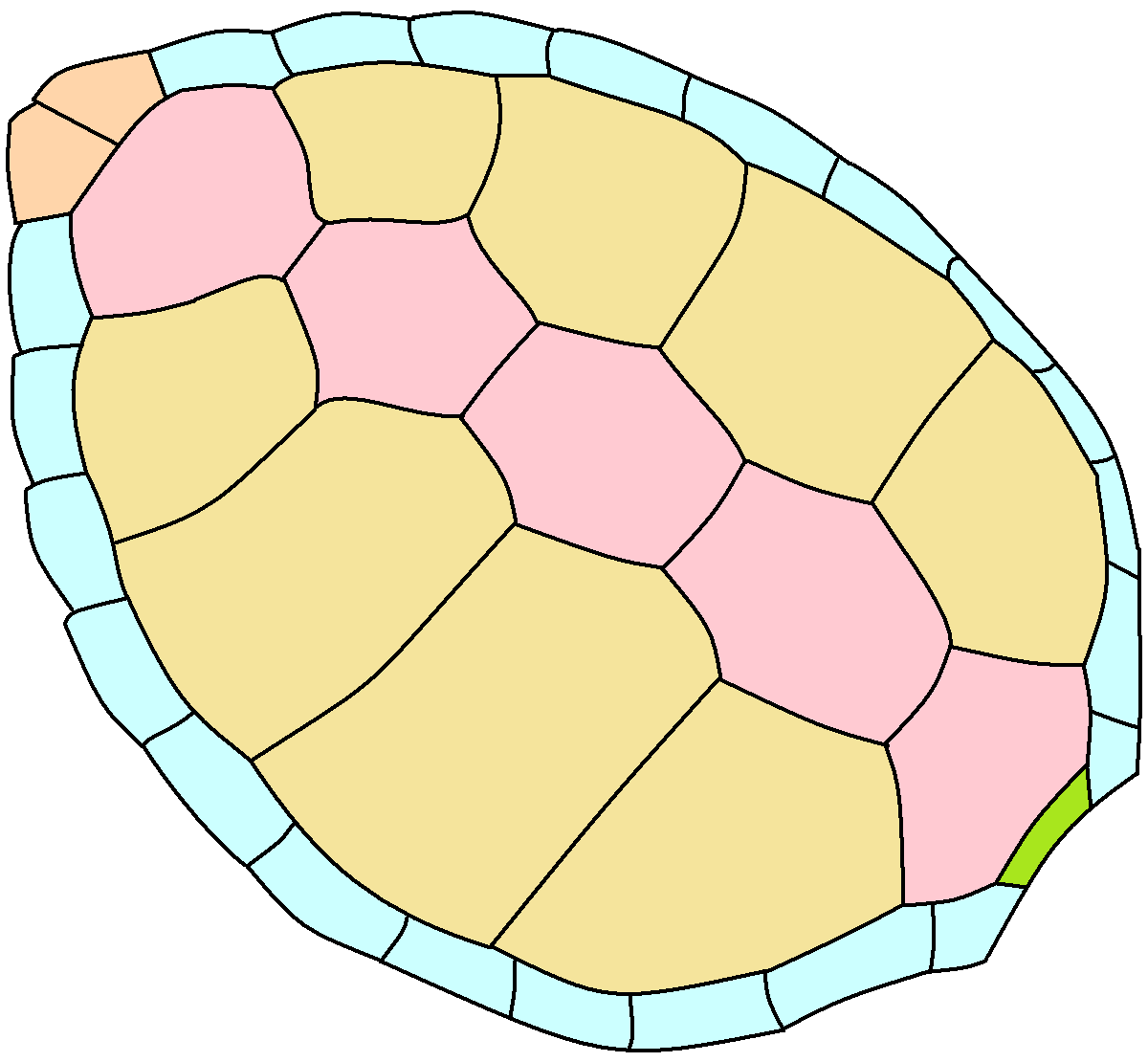
De hoornschilden van het rugschild van de soepschildpad (Chelonia mydas), voorzijde rechts:
Nuchaal (nekschild)
Ventraal (wervelschilden)
Costaal (ribschilden)
Marginaal (randschilden)
Pygaal (staartschilden)

Het carapax, ook wel rugpantser of rugschild genoemd, is het schild dat de bovenzijde van het lichaam van schildpadden beschermt. Aan de onderzijde is het buikschild of plastron aanwezig. Het geheel wordt de pantex genoemd. Het rugschild is voorzien van grote hoornschilden, die ook wel hoornplaten of laminae worden genoemd. 
Het rugschild bestaat bij vrijwel alle schildpadden uit een rij van vijf wervelschilden in het midden aan de bovenzijde. De wervelschilden zijn verbonden met de uitsteeksels van de wervels van de ruggengraat. De wervelschilden worden geflankeerd door vier ribschilden of costale schilden aan weerszijden hiervan, deze zijn verbonden aan de ribben. 
Aan de randen van het schild zijn de marginaalschilden of randschilden aanwezig die groter in getal zijn, meestal ongeveer twintig. Aan de voorzijde is het nekschild of nuchaalschild gelegen, dat soms gepaard is maar ook geheel kan ontbreken. Aan de achterzijde zijn de staartschilden gepositioneerd. Zowel de marginaalschilden, het nekschild als de staartschilden zijn niet vergroeid met de wervelkolom maar zijn ontstaan uit verbeende structuren in de lederhuid. 
Bij sommige schildpadden bevat het rugschild een scharnier zodat een deel van het schild omlaag geklapt kan worden om de achterzijde van het lichaam te beschermen. Een voorbeeld hiervan zijn de klepschildpadden uit het geslacht (Kinixys). Er zijn ook soorten die delen van het buikschild omhoog kunnen brengen om zo de weke delen te beschermen, dergelijke soorten worden wel doosschildpadden genoemd. 
Sommige schildpadden hebben geen duidelijke schilden op de rugzijde, zoals veel soorten uit de familie weekschildpadden (Trionychidae). Ook de in zee levende lederschildpad (Dermochelys coriacea) heeft geen duidelijke hoornschilden maar bezit wel een groot aantal benige plaatjes vlak onder de huid die dienen ter bescherming. 